# 路加福音第2章
《路加福音》第2章是《新約聖經·路加福音》的第2章，全章共有52節。内容包括耶稣的出生及幼年。

## 内容

### 耶稣降生
本章记载，罗马帝国凯撒（该撒）奥古斯都（亚古士督）颁布诏书，下令在整个罗马帝国范围内进行户口普查。历史上，奥古斯都在位期间的户口普查共发生过三次，分别是在前28年、前8年和公元14年。。显然，这些统计不包括约瑟在内，因为他不是罗马公民。但是，叙利亚总督居里扭在叙利亚行省也进行了户口普查，时间在公元6年或7年。如果按照路加福音1章记载，耶稣在希律统治时期出生，出生时间将要提前10年，因为希律在公元前4年去世。因此这两处在时间上有冲突。

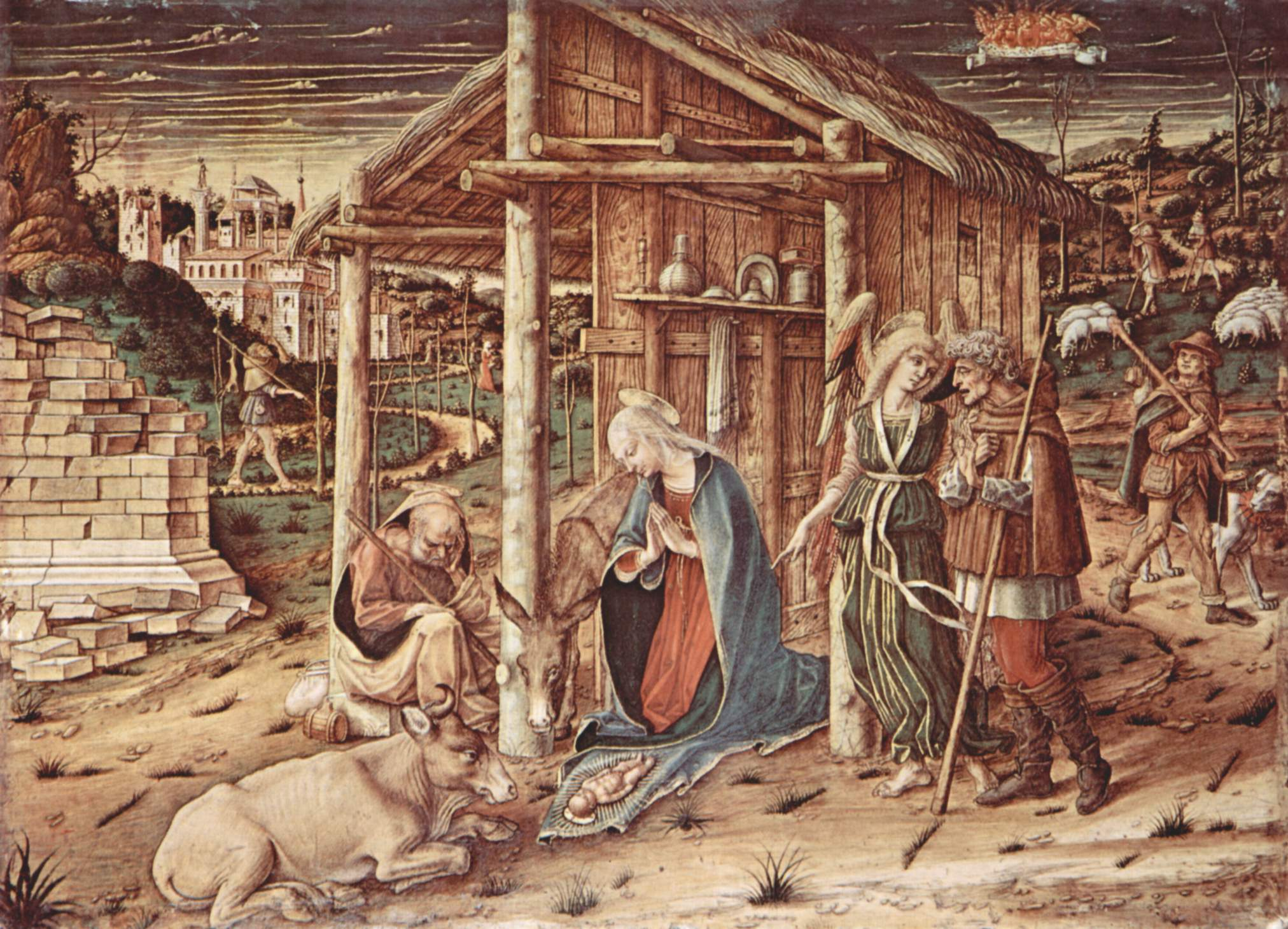
天使向牧羊人报喜信

据《路加福音》记载，大卫的后裔约瑟和已有身孕的马利亚，必须回到祖先大卫的城伯利恒。因为客房已满，耶稣出生在马槽里。而天使向露宿在野地里，夜间守更看顾羊群的牧人报告救主降临这“关乎万民的”“大喜的好信息”。马太福音没有提到户口普查，只是说耶稣在伯利恒出生，两卷福音书的共同点是都认为耶稣在伯利恒出生，而在拿撒勒长大。

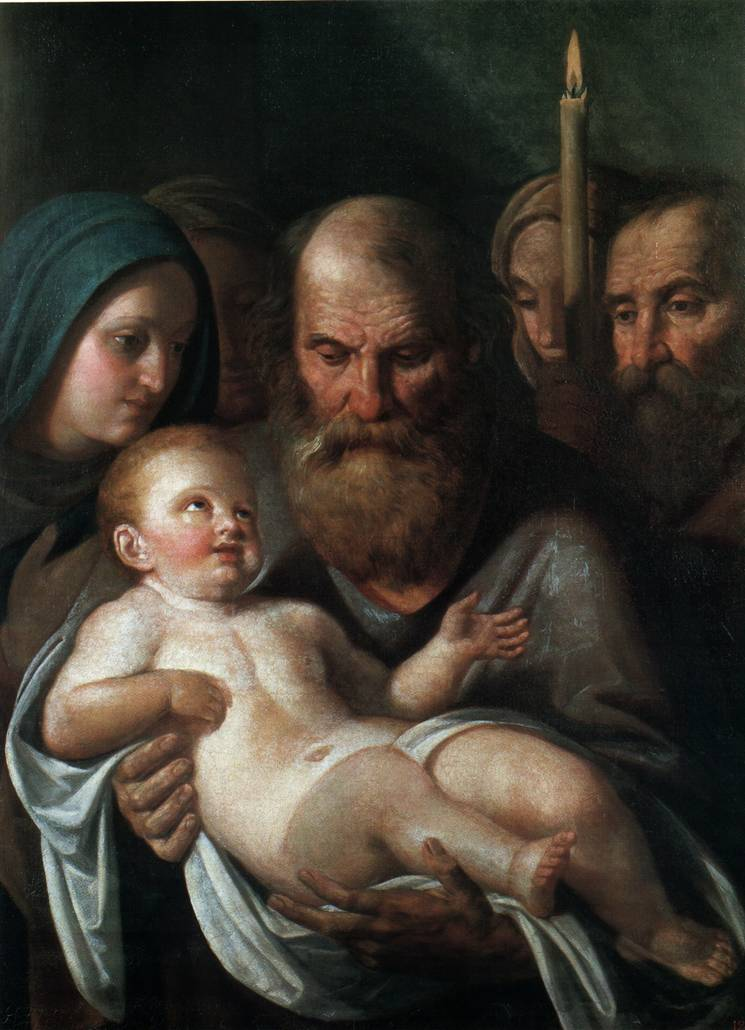
义人西面称扬耶稣

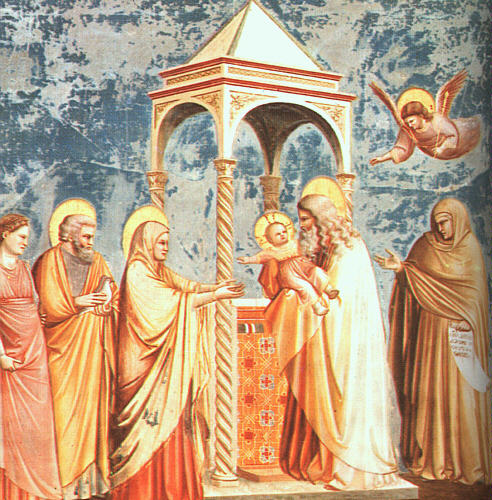
女先知亚拿称扬耶稣

耶稣与正常的犹太儿童一样，在第8日受割礼，并按天使所起的名命名耶稣。随后带到耶路撒冷圣殿奉献。在圣殿里先后受到义人西面和长期寡居的年迈、虔诚（定期实行祷告和禁食）的女先知亚拿的称扬。在西面的祝福中，提到“这孩子被立，是要叫以色列中许多人跌倒，许多人兴起，又要成为受人反对的标记，叫许多人心里的意念被揭露出来，你自己的魂也要被刀刺透。”

### 在圣殿
本章第40-52节记载，耶稣在12岁的时候，与父母一同上耶路撒冷守逾越节，但未与他们一同回去，仍留在耶路撒冷，当父母在殿里找到他的时候，人们都惊奇祂的悟性和应对，他对父母说：“你们为什么找我？岂不知我必须以我父的事为念么？”以此显明他神子的身份。不过他随后仍同他们回到拿撒勒，并且在人性里服从父母。

## 纪念
东正教会将西面和女先知亚拿视为旧约时代最后的先知，并列为圣人，敬礼日定在2月3日/2月16日。他们的肖像也被画在献耶稣于圣殿（圣母进堂）的圣像上，和婴孩耶稣、马利亚、约瑟一起。东正教传统认为，耶稣通过会见西面和亚拿二人，会见他的以色列子民。在东正教圣像画中，亚拿常被画在马利亚身后。亚拿还向基督举起右手，向群众显示他就是基督，或手拿先知常拿的一个卷轴。

## 外部連結
- 路加福音第2章（和合本） （页面存档备份，存于）